# Claspettomyia oculata
Claspettomyia oculata är en tvåvingeart som beskrevs av Boris Mamaev 1986. Claspettomyia oculata ingår i släktet Claspettomyia och familjen gallmyggor.
Artens utbredningsområde är Turkmenistan. Inga underarter finns listade i Catalogue of Life.